# Нецпали
Нецпали (словац. Necpaly) — село, громада округу Мартін, Жилінський край, регіон Турєц. Кадастрова площа громади — 42,17 км².
Населення 973 особи (станом на 31 грудня 2018 року).

## Історія
Нецпали згадуються 1282 року.  Протікає Нецпальський потік.

## Населення
| Рік:            | 1994. | 2004.   | 2014.   | 2024.    |
| --------------- | ----- | ------- | ------- | -------- |
| Кількість осіб: | 798   | 826     | 888     | 1023     |
| Різниця:        |       | +3,50 % | +7,50 % | +15,20 % |

| Рік:            | 2023. | 2024.   |
| --------------- | ----- | ------- |
| Кількість осіб: | 1019  | 1023    |
| Різниця:        |       | +0,39 % |